# Strada maestra M-4 (Bosnia ed Erzegovina)
La strada maestra M-4 (in croato e in bosniaco Magistralna cesta M-4; in serbo Магистрални пут М-4?, Magistralni put M-4) è una strada maestra della Bosnia ed Erzegovina.

## Percorso
La M-4 ha inizio al confine croato presso Novi Grad. Tocca Prijedor, Banja Luka, Doboj e Tuzla, e termina al confine serbo presso Karakaj.
Il percorso della M-4 corrisponde al tratto della strada jugoslava M-4 rimasto in territorio bosniaco.